# Liste der Naturdenkmale in Schwerin
Die Liste der Naturdenkmale in Schwerin nennt die Naturdenkmale in der Landeshauptstadt Schwerin in Mecklenburg-Vorpommern. Naturdenkmale sind Einzelschöpfungen der Natur oder kleine Flächen bis maximal 5 ha Größe, die wegen ihrer Seltenheit, Eigenart oder Schönheit geschützt sind. Aufgrund des Reichsnaturschutzgesetzes oder des Landeskulturgesetzes der DDR geschützte Naturdenkmale sind in das deutsche Recht übergeleitet worden.

## Naturdenkmale (Gehölze)
Die 2024 veröffentlichte Naturdenkmalverordnung für die Stadt Schwerin listete insgesamt 114 Gehölznaturdenkmale auf. Darunter waren 48 bereits früher ausgewiesene Naturdenkmale.
| Bild                          | Nr. | Bezeichnung                                                                     | Standort | Beschreibung | Schutzzweck                                                    | Verordnung                                         |
| ----------------------------- | --- | ------------------------------------------------------------------------------- | --- | --- | -------------------------------------------------------------- | -------------------------------------------------- |
| Fotos hochladen               | 2   | Europäische Lärchen (Larix decidua)                                             | Lankow, Friedrichsthal Kreuzung Gadebuscher Straße/Ratzeburger Straße bis Einmündung Waldweg/Lärchenallee (53° 38′ 57,5″ N, 11° 20′ 28,7″ O) | Stammumfang bis 3,61 m | Schönheit, dendrologische und landeskundliche Gründe           | 29.07.1958                                         |
| mehr Fotos \| Fotos hochladen | 3   | 3 Stieleichen (Quercus robur)                                                   | Friedrichsthal Lärchenallee 7, vor dem ehemaligen Jagdschloss (53° 39′ 9,4″ N, 11° 19′ 37,8″ O)                                              | Stammumfang 2,40 m; 2,55 m; 4,01 m | Schönheit, dendrologische und landeskundliche Gründe           | 29.07.1958                                         |
| Fotos hochladen               | 7   | Tulpenbaum (Liriodendron tulipifera)                                            | Herrensteinfelder Weg 4 (53° 39′ 12″ N, 11° 19′ 36″ O)                                                                                       | Stammumfang 2,60 m | Schönheit, dendrologische Gründe                               | 29.07.1958                                         |
| BW                            | 12  | Stieleiche (Quercus robur)                                                      | Schelfwerder vor dem Grundstück Eichenweg 20 (53° 38′ 49″ N, 11° 26′ 8,2″ O)                                                                 | Stammumfang 8,85 m | Schönheit, dendrologische Gründe                               | 29.07.1958                                         |
| BW                            | 13  | 12 Stieleichen (Quercus robur)                                                  | Schelfwerder Verbindungsweg von Güstrower Straße zum Buchenweg (53° 38′ 47,2″ N, 11° 25′ 45,3″ O)                                            | Stammumfang 3,47 m; 4,15 m; 4,02 m; 2,45 m; 5,00 m; 3,37 m; 5,33 m; 3,50 m; 3,00 m; 3,20 m; 3,00 m; 3,00 m                                        | Schönheit, dendrologische Gründe                               | 29.07.1958                                         |
| Fotos hochladen               | 15  | Hopfenbuche (Otrya carpinifolia)                                                | Bornhövedstraße 78 (53° 38′ 8,9″ N, 11° 25′ 46,6″ O)                                                                                         | Stammumfang 2,20 m | dendrologische Gründe                                          | 29.07.1958                                         |
| BW                            | 16  | Stieleiche (Quercus robur)                                                      | Lübecker Straße 266 (53° 38′ 36,1″ N, 11° 23′ 7,3″ O)                                                                                        | Stammumfang 5,22 m | Schönheit, dendrologische Gründe                               | Mai 1977                                           |
| Fotos hochladen               | 20  | Tulpen-Magnolie (Magnolia soulangiana)                                          | Platz der Freiheit 7 (53° 37′ 59,8″ N, 11° 24′ 7″ O)                                                                                         | Stammumfang 1,10 m | Schönheit, dendrologische Gründe                               | 11.11.1981                                         |
| mehr Fotos \| Fotos hochladen | 21  | Silberahorn (Acer saccharinum)                                                  | Robert-Koch-Straße / Händelstraße (53° 38′ 8,5″ N, 11° 25′ 32,8″ O)                                                                          | Stammumfang 4,50 m | Schönheit, dendrologische Gründe                               | 1.12.1966                                          |
| BW                            | 24  | Ginkgo (Ginkgo biloba)                                                          | Friedensstraße 4 (53° 37′ 47,3″ N, 11° 24′ 12,5″ O)                                                                                          | Stammumfang 2,58 m | Schönheit, dendrologische Gründe                               | 9.11.1964                                          |
| mehr Fotos \| Fotos hochladen | 25  | Gelbblühende Kastanie (Aesculus lutea)                                          | Platz der Jugend (53° 37′ 16,9″ N, 11° 24′ 31,5″ O)                                                                                          | Stammumfang 1,50 m | dendrologische Gründe                                          | 29.07.1958                                         |
| Fotos hochladen               | 26  | Kornelkirsche (Cornus mas)                                                      | Dom, vor dem Kreuzgang (53° 37′ 47,6″ N, 11° 24′ 50,3″ O)                                                                                    | Stammumfang 0,90 m; 0,90 m | Schönheit, dendrologische Gründe                               | 1.12.1966                                          |
| BW                            | 28  | Blutbuche (Fagus sylvatica ´Atropunicea´)                                       | Jägerweg 1 (53° 37′ 11,2″ N, 11° 24′ 40,1″ O)                                                                                                | Stammumfang 4,00 m | Schönheit, dendrologische Gründe                               | 1977                                               |
| Fotos hochladen               | 30  | Rotblühende Kastanie (Aesculus carnea)                                          | Bergstraße 20 (53° 38′ 8,4″ N, 11° 25′ 15,5″ O)                                                                                              | Stammumfang 3,03 m | Schönheit, dendrologische Gründe                               | Mai 1977                                           |
| Fotos hochladen               | 33  | Schwarzpappel (Populus nigra)                                                   | Schleifmühlenweg, am Fauler See (53° 36′ 59,6″ N, 11° 25′ 17,3″ O)                                                                           | Stammumfang 7,55 m | Schönheit, dendrologische Gründe                               | 9.11.1964                                          |
| mehr Fotos \| Fotos hochladen | 35  | Ginkgo (Ginkgo biloba)                                                          | Burggarten (53° 37′ 26,4″ N, 11° 25′ 8,8″ O)                                                                                                 | Stammumfang 2,15 m | Schönheit, dendrologische und landeskundliche Gründe           | 29.07.1958                                         |
| mehr Fotos \| Fotos hochladen | 36  | 4 Platanen (Platanus acerifolia)                                                | Burggarten (53° 37′ 26,4″ N, 11° 25′ 8,8″ O)                                                                                                 | Stammumfang 5,93 m; 4,45 m; 5,42 m; 5,98 m | Schönheit, dendrologische und landeskundliche Gründe           | 29.07.1958 (3 Bäume); 2022 (1 Baum)                |
| mehr Fotos \| Fotos hochladen | 37  | Trauerbuche (Fagus sylvatica ´Pendula`)                                         | Burggarten (53° 37′ 30,8″ N, 11° 25′ 7″ O)                                                                                                   | Stammumfang 2,23 m; 5,83 m | Schönheit, dendrologische und landeskundliche Gründe           | 29.07.1958                                         |
| BW                            | 39  | Blutbuche (Fagus sylvatica ´Atropunicea´)                                       | Lennéstraße (53° 37′ 2,1″ N, 11° 25′ 7,3″ O)                                                                                                 | Stammumfang 3,57 m | Schönheit, dendrologische Gründe                               | vermutlich Mai 1977                                |
| BW                            | 40  | Stieleiche (Quercus robur)                                                      | Bosselmannstraße 11 (53° 36′ 5,2″ N, 11° 27′ 7,6″ O)                                                                                         | Stammumfang 6,76 m | Schönheit, dendrologische Gründe                               | 29.07.1958                                         |
| BW                            | 41  | Esskastanie (Castanea sativa)                                                   | Slüterufer (gegenüber Hausnummer 7) (53° 36′ 56,5″ N, 11° 24′ 42,8″ O)                                                                       | Stammumfang 2,40 m | dendrologische Gründe                                          | 1977                                               |
| BW                            | 42  | Gelbkiefer (Pinus ponderosa)                                                    | Am Faulen See (Südufer) (53° 36′ 22″ N, 11° 26′ 5,3″ O)                                                                                      | Stammumfang 2,60 m | dendrologische Gründe                                          | 29.07.1958                                         |
| BW                            | 44  | Orientalische Fichte (Picea orientalis)                                         | Lennéstraße (53° 37′ 1,5″ N, 11° 25′ 7,2″ O)                                                                                                 | Stammumfang 1,50 m | dendrologische Gründe                                          | 29.07.1958                                         |
| BW                            | 45  | Kaisereiche (Quercus dentata)                                                   | Schlossgarten, Nähe Rondell (53° 37′ 11,6″ N, 11° 25′ 2,3″ O)                                                                                | Stammumfang 1,83 m | dendrologische Gründe                                          | 9.11.1964                                          |
| BW                            | 46  | 2 Kaukasische Flügelnüsse (Pterocarya fraxinifolia)                             | Grüngarten (53° 37′ 12,4″ N, 11° 25′ 6,2″ O)                                                                                                 | Stammumfang (3,00 m; 2,00 m; 2,10 m; 2,90 m; 3,70 m; 6,40 m) und (2,51 m; 2,42 m; 1,82 m; 3,19 m; 3,31 m; 1,51 m; 1,53 m; 2,93 m; 2,88 m; 1,77 m) | Schönheit, dendrologische Gründe                               | 29.07.1958 / 2022                                  |
| Fotos hochladen               | 47  | 3 Sumpfzypressen (Taxodium distichum)                                           | Schlossgarten, Nähe Drehbrücke (53° 37′ 21″ N, 11° 25′ 5,2″ O)                                                                               | Stammumfang 4,12 m, 3,95 m, 3,25 m | Schönheit, dendrologische Gründe                               | 29.07.1958                                         |
| Fotos hochladen               | 48  | Platane (Platanus acerifolia)                                                   | Küchengartenweg 16 (53° 36′ 59″ N, 11° 25′ 36,6″ O)                                                                                          | Stammumfang 4,37 m | Schönheit, dendrologische Gründe                               | 1964                                               |
| BW                            | 50  | Tulpenbaum (Liriodendron tulipifera)                                            | Schlossgartenallee 37 (53° 36′ 52″ N, 11° 25′ 53,9″ O)                                                                                       | Stammumfang 3,47 m | dendrologische Gründe                                          | 9.11.1964                                          |
| BW                            | 52  | Zerreiche (Quercus cerris)                                                      | Schlossgartenallee 40 (53° 36′ 55,6″ N, 11° 25′ 50,1″ O)                                                                                     | Stammumfang 2,20 m | dendrologische Gründe                                          | 9.11.1964                                          |
| Fotos hochladen               | 53  | Stieleiche (Quercus robur)                                                      | Paulshöher Ring 6 (53° 37′ 9,6″ N, 11° 25′ 33,9″ O)                                                                                          | Stammumfang 6,95 m | Schönheit, dendrologische Gründe                               | vor 1986                                           |
| BW                            | 55  | Gemeine Fichte (Picea abies)                                                    | Schweriner See Franzosenweg, vor dem Spielplatz (53° 36′ 27″ N, 11° 26′ 39,9″ O)                                                             | Stammumfang 3,22 m | dendrologische Gründe                                          | 29.07.1958                                         |
| BW                            | 56  | Geschlitztblättriger Spitzahorn (Acer platanoides ´Palmatifidum´)               | Zippendorf Am Strand 13 (53° 36′ 9,4″ N, 11° 27′ 24,1″ O)                                                                                    | Stammumfang 1,50 m | Schönheit, dendrologische Gründe                               | 1.12.1966                                          |
| BW                            | 57  | Sumpfzypresse (Taxodium distichum)                                              | Franzosenweg, Nähe Adebors Näs (53° 37′ 15,1″ N, 11° 25′ 48,3″ O)                                                                            | Stammumfang 3,20 m | Schönheit, dendrologische Gründe                               | 1977                                               |
| BW                            | 58  | 3 Traubeneichen (Quercus petraea)                                               | Zippendorf Uferweg Zippendorf-Mueß (Nähe Bootshäuser) (53° 36′ 7,9″ N, 11° 28′ 21″ O)                                                        | Stammumfang 5,75 m; 4,38 m; 3,62 m | Schönheit, dendrologische Gründe                               | 1966 (1 Stück)                                     |
| BW                            | 60  | Stieleiche (Quercus robur)                                                      | Gutenbergstraße/Stadtsignet (53° 36′ 26,8″ N, 11° 25′ 30,9″ O)                                                                               | Stammumfang 3,67 m | Schönheit, dendrologische Gründe                               | Mai 1977                                           |
| Fotos hochladen               | 62  | 13 Stieleichen (Quercus robur)                                                  | Großer Dreesch / Monumentenberg (53° 36′ 9,8″ N, 11° 26′ 6″ O)                                                                               | Stammumfang 2,48 m; 2,29 m; 1,88 m; 1,47 m; 2,79 m; 2,10 m; 1,60 m; 2,20 m; 2,71 m; 2,43 m; 3,20 m; 2,26 m; 2,39 m                                | Schönheit                                                      | Mai 1977                                           |
| BW                            | 63  | Riesenmammutbaum (Sequoiadendron gigantea)                                      | Groß Medewege Park Sachsenberg (53° 39′ 14″ N, 11° 24′ 49,7″ O)                                                                              | Stammumfang 6,70 m | Schönheit, dendrologische Gründe                               | 29.07.1958                                         |
| BW                            | 64  | Europäische Lärche (Larix decidua)                                              | Groß Medewege Park Sachsenberg (53° 39′ 14,6″ N, 11° 24′ 50,4″ O)                                                                            | Stammumfang 3,60 m | Schönheit, dendrologische Gründe                               | 11.11.1981                                         |
| BW                            | 65  | Silberlinde (Tilia tomentosa)                                                   | Friedensstraße 14 (Schulhof) (53° 37′ 52,8″ N, 11° 24′ 9,7″ O)                                                                               | Stammumfang 2,10 m | Schönheit, dendrologische Gründe                               | 11.11.1981                                         |
| BW                            | 67  | Schnurbaum (Sophora japonica)                                                   | Friedensstraße 14 (Schulhof) (53° 37′ 53,4″ N, 11° 24′ 12,2″ O)                                                                              | Stammumfang 2,34 m | dendrologische Gründe                                          | 11.11.1981                                         |
| mehr Fotos \| Fotos hochladen | 68  | 4 Japanische Zierkirschen (Prunus serrulata ´Kanzan´)                           | Friedensstraße 14, vor der Schule (53° 37′ 51,4″ N, 11° 24′ 11,9″ O)                                                                         | Stammumfang 1,50 m; 1,65 m; 1,47; 2,04 m | Schönheit, dendrologische Gründe                               | 11.11.1981                                         |
| BW                            | 70  | Stieleiche (Quercus robur)                                                      | Krebsförden Am Krebsbach 3 (53° 35′ 33,6″ N, 11° 24′ 48,2″ O)                                                                                | Stammumfang 3,40 m | Schönheit                                                      | 11.11.1981                                         |
| BW                            | 71  | Stieleiche (Quercus robur)                                                      | Wickendorf Nähe Wendenhof 2 (53° 40′ 11,9″ N, 11° 25′ 37,2″ O)                                                                               | Stammumfang 4,93 m | dendrologische Gründe                                          | 11.11.1981                                         |
| BW                            | 73  | Stieleiche (Quercus robur)                                                      | neben der Lübecker Straße 263 (53° 38′ 36,1″ N, 11° 23′ 15,3″ O)                                                                             | Stammumfang 4,93 m | Schönheit, dendrologische Gründe                               | 11.11.1981                                         |
| BW                            | 76  | Platane (Platanus acerifolia)                                                   | Schlossgartenallee 21a (53° 36′ 57,5″ N, 11° 25′ 37,6″ O)                                                                                    | Stammumfang 3,82 m | Schönheit, dendrologische Gründe                               | 24.11.1964                                         |
| BW                            | 77  | Farnblättrige Rotbuche (ehem. Hahnenkammbuche) (Fagus sylvatica ´Asplenifolia´) | Grüngarten (53° 37′ 6,2″ N, 11° 25′ 4,8″ O)                                                                                                  | Stammumfang 0,75 m; 0,77 m; 1,57 m; 2,65 m | Schönheit, dendrologische Gründe                               | vermutlich 1958 oder 1964                          |
| BW                            | 79  | 4 Sumpfzypressen (Taxodium distichum)                                           | Grüngarten (53° 37′ 5,5″ N, 11° 25′ 7,3″ O)                                                                                                  | Stammumfang 4,38 m; 1,65 m; 3,44 m; 4,05 m | dendrologische Gründe                                          | vermutlich 1958 oder 1964 (3 Bäume), 2022 (1 Baum) |
| BW                            | 80  | Sommerlinde (Tilia platyphyllos)                                                | Groß Medewege Park Sachsenberg (53° 39′ 14″ N, 11° 24′ 49,6″ O)                                                                              | Stammumfang 5,00 m | Schönheit, dendrologische Gründe                               | vermutlich 1981                                    |
| BW                            | 81  | Stieleiche (Quercus robur)                                                      | Schwerin Tannhöfer Allee 10 (53° 36′ 57″ N, 11° 25′ 57,2″ O)                                                                                 | Stammumfang 5,40 m | Seltenheit, Eigenart oder Schönheit                            | 2024                                               |
| BW                            | 82  | Stieleiche (Quercus robur)                                                      | Neumühle Immensoll (53° 38′ 7,7″ N, 11° 22′ 4,9″ O)                                                                                          | Stammumfang 4,38 m | Seltenheit, Eigenart oder Schönheit                            | 2024                                               |
| Fotos hochladen               | 83  | Bergulme (Ulmus glabra)                                                         | Friedrichsthal, Warnitz Herrensteinfelder Weg 8a (53° 39′ 15,7″ N, 11° 19′ 32″ O)                                                            | Stammumfang 4,07 m | Seltenheit, Eigenart oder Schönheit                            | 2024                                               |
| BW                            | 84  | Rotbuche (Fagus sylvatica)                                                      | Zippendorf-Mueß Uferweg (53° 36′ 22,2″ N, 11° 27′ 51,6″ O)                                                                                   | Stammumfang 4,56 m | Seltenheit, Eigenart oder Schönheit                            | 2024                                               |
| BW                            | 85  | Rotbuche (Fagus sylvatica)                                                      | Schwerin Alter Friedhof (53° 37′ 25,8″ N, 11° 23′ 57,5″ O)                                                                                   | Stammumfang 3,81 m | Seltenheit, Eigenart oder Schönheit und landeskundliche Gründe | 2024                                               |
| BW                            | 86  | Weiße Maulbeere (Morus alba)                                                    | Schwerin Alter Friedhof (53° 37′ 27,7″ N, 11° 24′ 0,2″ O)                                                                                    | Stammumfang 2,14 m | Seltenheit, Eigenart oder Schönheit und landeskundliche Gründe | 2024                                               |
| BW                            | 87  | Schwarze Maulbeere (Hecke) (Morus nigra)                                        | Neumühle Lerchenstraße (53° 37′ 58,6″ N, 11° 22′ 8,4″ O)                                                                                     | Länge: 80 m und 150 m | Seltenheit, Eigenart oder Schönheit und landeskundliche Gründe | 2024                                               |
| BW                            | 87  | Schwarze Maulbeere (Hecke) (Morus nigra)                                        | Neumühle Ammerweg 7 (53° 38′ 2,7″ N, 11° 22′ 3,8″ O)                                                                                         | Länge: 80 m und 150 m | Seltenheit, Eigenart oder Schönheit und landeskundliche Gründe | 2024                                               |
| BW                            | 88  | 2 Flatterulmen (Ulmus laevis)                                                   | Klein Medewege Klein Medewege 1–2 (53° 40′ 11,9″ N, 11° 22′ 49,8″ O)                                                                         | Stammumfang rechts: 3,93 m, links: 4,07 m | Seltenheit, Eigenart oder Schönheit                            | 2024                                               |
| BW                            | 89  | Robinie (Robinia pseudoacacia)                                                  | Klein Medewege Klein Medewege 1–2 (53° 40′ 10,1″ N, 11° 22′ 52,8″ O)                                                                         | Stammumfang 3,75 m | Seltenheit, Eigenart oder Schönheit                            | 2024                                               |
| BW                            | 90  | Rosskastanie (Aesculus hippocastanum)                                           | Klein Medewege Klein Medewege 1–2 (53° 40′ 9,6″ N, 11° 22′ 51,3″ O)                                                                          | Stammumfang 4,03 m | Seltenheit, Eigenart oder Schönheit                            | 2024                                               |
| BW                            | 91  | Sommerlinde (Tilia platyphyllos)                                                | Klein Medewege Klein Medewege 1–2 (53° 40′ 9″ N, 11° 22′ 53″ O)                                                                              | Stammumfang 4,33 m | Seltenheit, Eigenart oder Schönheit                            | 2024                                               |
| BW                            | 92  | Schwarze Maulbeere (Hecke) (Morus nigra)                                        | Schelfwerder Buchenweg 16 (53° 38′ 49,6″ N, 11° 26′ 3,7″ O)                                                                                  | Länge: 40 m | Seltenheit, Eigenart oder Schönheit und landeskundliche Gründe | 2024                                               |
| Fotos hochladen               | 93  | Riesenmammutbaum (Sequoiadendron gigantea)                                      | Schwerin Schlossgartenallee 2 (53° 37′ 9″ N, 11° 25′ 17,5″ O)                                                                                | Stammumfang 4,50 m | Seltenheit, Eigenart oder Schönheit                            | 2024                                               |
| BW                            | 94  | Coloradotanne (Abies concolor)                                                  | Groß Medewege Park Sachsenberg (53° 39′ 23,7″ N, 11° 24′ 45,3″ O)                                                                            | Stammumfang 3,30 m | Seltenheit, Eigenart oder Schönheit und landeskundliche Gründe | 2024                                               |
| Fotos hochladen               | 95  | Silberpappel (Populus alba)                                                     | Schwerin Schelfpark (Werderstraße / Knaudtstraße) (53° 38′ 15,7″ N, 11° 25′ 23,1″ O)                                                         | Stammumfang 4,12 m | Seltenheit, Eigenart oder Schönheit und landeskundliche Gründe | 2024                                               |
| BW                            | 96  | Sumpfeiche (Quercus palustris)                                                  | Schwerin Franzosenweg, gegenüber Nr. 21 (53° 37′ 13,4″ N, 11° 25′ 14,2″ O)                                                                   | Stammumfang 3,20 m | Seltenheit, Eigenart oder Schönheit                            | 2024                                               |
| BW                            | 97  | Europäische Eibe (Taxus baccata)                                                | Schwerin Franzosenweg, Tor Schlossgärtnerei neben Lennéstraße 1a (53° 37′ 12,4″ N, 11° 25′ 12,4″ O)                                          | Stammumfang 2,20 m | Seltenheit, Eigenart oder Schönheit                            | 2024                                               |
| Fotos hochladen               | 98  | Bergulme (Ulmus glabra)                                                         | Schwerin Burginsel Schloss Schwerin (53° 37′ 27,3″ N, 11° 25′ 2,4″ O)                                                                        | Stammumfang 3,80 m | Seltenheit, Eigenart oder Schönheit und landeskundliche Gründe | 2024                                               |
| BW                            | 99  | Schwarznuss (Juglans nigra)                                                     | Schwerin Rundweg Große Karausche (53° 37′ 3″ N, 11° 25′ 46″ O)                                                                               | Stammumfang 3,20 m | Seltenheit, Eigenart oder Schönheit                            | 2024                                               |
| BW                            | 100 | 2 Douglasien (Pseudotsuga menziesii)                                            | Schwerin Rundweg Große Karausche (53° 37′ 2,6″ N, 11° 25′ 45,9″ O)                                                                           | Stammumfang 2,20 m und 2,20 m | Seltenheit, Eigenart oder Schönheit                            | 2024                                               |
| BW                            | 101 | 3 Europäische Lärchen (Larix decidua)                                           | Park Friedrichsthal Lärchenallee 7, ehemaliges Jagdschloss Friedrichsthal (53° 39′ 5,4″ N, 11° 19′ 36,7″ O)                                  | Stammumfang 3,70 m, 2,55 m und 3,60 m | Seltenheit, Eigenart oder Schönheit und landeskundliche Gründe | 2024                                               |
| BW                            | 102 | Gemeine Esche (Fraxinus excelsior)                                              | Klein Medewege Klein Medewege 1–2 (53° 40′ 9,7″ N, 11° 22′ 53,6″ O)                                                                          | Stammumfang 4,48 m | Seltenheit, Eigenart oder Schönheit                            | 2024                                               |
| BW                            | 103 | Silberweide (Salix alba)                                                        | Warnitz Warnitz am Koppelgraben (53° 40′ 4,2″ N, 11° 21′ 56,3″ O)                                                                            | Stammumfang 5,32 m | Seltenheit, Eigenart oder Schönheit                            | 2024                                               |
| BW                            | 104 | Stieleiche (Quercus robur)                                                      | Schelfwerder westlich B 104 (53° 39′ 27,9″ N, 11° 26′ 20″ O)                                                                                 | Stammumfang 5,40 m | Seltenheit, Eigenart oder Schönheit                            | 2024                                               |
| BW                            | 105 | 10 Flatterulmen (Ulmus laevis)                                                  | Schelfwerder westlich B 104 (53° 39′ 34″ N, 11° 26′ 20,2″ O)                                                                                 | Stammumfang 1,65 m; 2,08 m; 1,50 m; 1,69 m; 2,25 m; 1,89 m; 1,35 m; 2,35 m; 2,00 m; 1,84 m                                                        | Seltenheit, Eigenart oder Schönheit                            | 2024                                               |
| BW                            | 106 | 12 Sommerlinden (Tilia platyphyllos)                                            | Schelfwerder Schwelfwerder, Knochenberg (53° 39′ 19″ N, 11° 26′ 5,9″ O)                                                                      | Stammumfang 3,33 m; 1,79 m; 2,83 m; 2,43 m; 2,12 m; 2,52 m; 2,58 m; 2,00 m; 2,35 m; 2,46 m; 2,64 m; 2,32 m                                        | Seltenheit, Eigenart oder Schönheit                            | 2024                                               |
| BW                            | 107 | 2 Europäische Eiben (Taxus baccata)                                             | Lankow Lankower Straße 11 (53° 38′ 44,3″ N, 11° 22′ 37,8″ O)                                                                                 | Stammumfang 1,98 m; 1,37 m | Seltenheit, Eigenart oder Schönheit und landeskundliche Gründe | 2024                                               |
| BW                            | 108 | Trauerbuche (Fagus sylvatica ´Pendula`)                                         | Schwerin Bürgermeister-Bade-Platz (53° 38′ 14″ N, 11° 24′ 34,8″ O)                                                                           | Stammumfang 3,22 m | Seltenheit, Eigenart oder Schönheit                            | 2024                                               |
| BW                            | 109 | Flatterulme (Ulmus laevis)                                                      | Schelfwerder westlich B 104 (53° 39′ 43,2″ N, 11° 26′ 23,6″ O)                                                                               | Stammumfang 2,55 m | Seltenheit, Eigenart oder Schönheit                            | 2024                                               |
| BW                            | 110 | Schlitzblättrige Rotbuche (Fagus sylvatica ´Laciniata´)                         | Schwerin Parkweg 7 (53° 36′ 54,4″ N, 11° 25′ 45,6″ O)                                                                                        | Stammumfang 2,89 m | Seltenheit, Eigenart oder Schönheit                            | 2024                                               |
| BW                            | 111 | Sumpfzypresse (Taxodium distichum)                                              | Schwerin Jahnstraße 9 (53° 37′ 52,3″ N, 11° 25′ 12,5″ O)                                                                                     | Stammumfang 3,27 m | Seltenheit, Eigenart oder Schönheit                            | 2024                                               |
| BW                            | 112 | Blutbuche (Fagus sylvatica `Atropunicea´)                                       | Schwerin Wismarsche Straße 298 (53° 38′ 42,6″ N, 11° 24′ 22,9″ O)                                                                            | Stammumfang 4,24 m | Seltenheit, Eigenart oder Schönheit und landeskundliche Gründe | 2024                                               |
| BW                            | 113 | Lea´s Eiche (Quercus x leana)                                                   | Schwerin Wismarsche Straße 298 (53° 38′ 44,2″ N, 11° 24′ 24,1″ O)                                                                            | Stammumfang 2,28 m | Seltenheit, Eigenart oder Schönheit und landeskundliche Gründe | 2024                                               |
| BW                            | 114 | Stieleiche (Quercus robur)                                                      | Warnitz Birkenweg (53° 39′ 16,1″ N, 11° 19′ 43,1″ O)                                                                                         | Stammumfang 3,98 m | Seltenheit, Eigenart oder Schönheit                            | 2024                                               |

## Sonstige Naturdenkmale
Es gibt anscheinend keine Flächennaturdenkmale in Schwerin.
Zu Findlingen oder anderen geologischen Naturdenkmalen in Schwerin fehlen noch Informationen.